# Michael Helmich
Michael Helmich, né le 12 novembre 1753 à Zwolle et mort le 11 mars 1835 à Ommen, est un homme politique néerlandais.

## Biographie
Ce propriétaire terrien possède un commerce de sel et une scierie près de Zwolle lorsqu'éclate la Révolution batave de 1780. Il est alors membre de l'exercitiegenootschap de Zwolle. En février 1796, il est élu député de Raalte à la première assemblée nationale batave. 
En 1811, il est nommé conseiller général du département des Bouches-de-l'Yssel, jusqu'à la chute de Napoléon Ier en 1814. Il participe à l'Assemblée des notables et devient représentant de Zwolle aux États provinciaux d'Overijssel.